# Льюис (приток Колумбии)
Льюис (англ. Lewis River) — река на юго-западе штата Вашингтон, США. Правый приток реки Колумбия. Длина составляет около 153 км; площадь бассейна — около 2709 км². Средний расход воды в районе устья составляет 173 м³/с.
Берёт начало в Каскадных горах, на северо-востоке округа Скэмэния, на западной стороне горы Адамс, примерно в 121 км к северо-востоку от Портленда. Течёт преимущественно в юго-западном направлении, протекает через национальный лес Гиффорд-Пинчот, через центральную часть округа Скэмэния, к югу от горы Сент-Хеленс. Далее образует границу между округами Каулиц и Кларк. Протекает через город Вудланд. Нижние 16 км течения течёт строго в южном направлении и впадает в реку Колумбия в 140 км от её устья, примерно в 24 км к северу от города Ванкувер, штат Вашингтон.
В среднем течении реки располагаются 3 водохранилища: Свифт, Яле и Мервин.